# Christian Lehmann (Kameramann)
Christian Lehmann (* 20. Juli 1934 in Halbau; † 4. November 2023 in Berlin) war ein deutscher Kameramann.

## Leben
Christian Lehmann wurde als Sohn eines Lehrers geboren. 1953 schloss er seine Schulausbildung mit dem Abitur ab. Danach begann er ein Studium an der Hochschule für Grafik und Buchkunst Leipzig, das er nach drei Semestern abbrach, um ab 1955 an der Deutschen Hochschule für Filmkunst Potsdam-Babelsberg im Fachbereich Kamera zu studieren.
Von 1959 bis 1961 war er im DEFA-Studio für Dokumentarfilme als Assistent des Kameramanns Wolfgang Randel tätig, bis er dort ab 1961 als selbständiger Kameramann mit den wichtigsten Dokumentarfilm-Regisseuren der DEFA zusammenarbeitete. Er war an mehr als 200 Filmen beteiligt.
Christian Lehmann war mit der Schnittmeisterin Bärbel Lehmann verheiratet. Die Familie lebte in Berlin. Dort starb Lehmann am 4. November 2023 nach langer Krankheit.

## Filmografie
- 1957: Der Junge mit der Lampe, HFF-Dokumentation
- 1959: Dresden, wenige Jahre danach, HFF-Dokumentation
- 1959: Schwarze Pumpe, auch Regie
- 1961: Frans Masereel
- 1962: Schweißerbrigade, auch Drehbuch
- 1962: Im Pergamon-Museum
- 1962: Unbändiges Spanien
- 1961/1988: Drei von vielen
- 1962: Ofenbauer
- 1963: Brüder und Schwestern
- 1963: Silvester
- 1963: Leipziger Messe
- 1963: Quartett
- 1963: Arabischer Besuch
- 1963: Lerne leiten, ohne zu klagen, TV-Dokumentation
- 1963: Das SHOK-Ensemble tanzt
- 1963: Die Geschäfte des Cäsar Springer, TV-Dokumentation
- 1963: Auf der Strecke
- 1963: Stars
- 1963: Geliebt von Millionen
- 1963: Unsere Nationale Volksarmee 14/1963
- 1964: Charlie & Co
- 1964: Drei Tage im Mai
- 1964: Barfuß und ohne Hut
- 1964: Harlekin, Pantalone und wir
- 1964: Rund um die Welt 8/1964, TV-Dokumentation
- 1964: Haben Sie auch nichts vergessen?
- 1964: Bilder aus Ceylon
- 1964: Begegnung in Südostasien
- 1965: Treffpunkt Leipzig
- 1965: Die große Reise
- 1965: Pionierwochenschau: Meister von morgen – Folge 160 – 1/65
- 1965: Pionierwochenschau: Die Unbekannte – Folge 162 und 163 – 3/65
- 1965: Bonjour, Paris
- 1965: Barfuß und ohne Hut
- 1965: Tito in Deutschland
- 1965: Kindertheater
- 1965: Jagdgesellschaft
- 1965: Canto de Fé, TV-Dokumentation
- 1966: Spielplatz
- 1966: Soziales Verhalten, 3 Teile
- 1966: Häuser unterm Kreuz
- 1966: Berlin heute
- 1966: Promotion
- 1966: Memento
- 1967: Dresdner Botschaft
- 1967: Paul Dessau
- 1967: Fest der Freundschaft
- 1967: Der Meister
- 1967: Wir waren in Karl-Marx-Stadt
- 1967: Schuhgröße 26
- 1968: Tierparkfilm
- 1968: Granada, Granada, du mein Granada
- 1968: Hauptfilm läuft, 12 Folgen, TV-Werbefilme
- 1968: DDR-Magazin, Nr. 40: Brecht-Dialog
- 1968: Der Blumengarten
- 1968: Eine Sommerreise
- 1968: Frühling an der Müritz
- 1968: Herbstzug der Kraniche
- 1969: Du bist min. Ein deutsches Tagebuch, 70-mm-Dokumentation
- 1969: Seilfahrt 69
- 1969: Gedanken über eine Straße
- 1970: Auf der Oder
- 1970: Hauptfilm folgt, 12 Folgen, TV-Werbefilme
- 1970: … damit es weitergeht
- 1970: Freundschaft – Kampfgemeinschaft – Solidarität
- 1970: Grisuten
- 1970: Otto Nagel, 1894–1967
- 1970: Leute vom Lande
- 1970: Tag der Tiere
- 1970: Mathematiker
- 1970: Oxi – Nein
- 1971: Theodor Fontane: Wanderungen durch die Mark
- 1971: Versuch über Schober
- 1971: Irak, TV-Dokfilm
- 1971: …noch ohne Vorhang
- 1971: Berlin – Jerewan, TV-Dokfilm
- 1971: Faxenmacher
- 1972: Einberufen
- 1972: Treffpunkt Kino, Folge 5 und 6
- 1972: 792 sec. mit Frank Schöbel
- 1972: In Sachen H. und acht anderer
- 1972: Grüße aus Sarmatien für den Dichter Johannes Bobrowski
- 1972: Bauernregel, (auch Regie und Drehbuch)
- 1972: Musik in Scheiben
- 1972: Treffpunkt Kino 05/1972
- 1972: Treffpunkt Kino 06/1972
- 1973: Gustav J.
- 1973: Teddy
- 1973: Manfred Krug
- 1973: DDR-Magazin, 12/73
- 1973: Wer die Erde liebt
- 1973: Pablo Neruda
- 1973: Es lebe die Freundschaft
- 1973: Physiker in Wroclaw
- 1973: DDR – Polen brüderlich vereint
- 1973: Zeit der Riesen
- 1973: Mit Kerstin und Silke in der Galerie
- 1973: Ich bin ein Fritz – Episoden einer ungewöhnlichen Jugend
- 1974: Volksrepublik Bulgarien – Deutsche Demokratische Republik im festen Bruderbund
- 1974: Weggefährten – Begegnungen im 25. Jahr der DDR
- 1974: Slatan Dudow
- 1974: Die Mamais
- 1974: Treffpunkt Kino 02/1975
- 1975: An Ob und Irtysch
- 1975: Nordzuschlag – Sibirische Charaktere
- 1975: Floh de Cologne
- 1975: Mädchen in Wittstock
- 1975: Treffpunkt Kino 01/1975 und 03/1975 – 12/1975
- 1975: Er könnte ja heute nicht schweigen
- 1976: WML – Steiger oder Maler
- 1976: Wieder in Wittstock
- 1976: Das weite Feld
- 1976: Tiergeschichten
- 1976: In Sibirien
- 1977: Liebeserklärung an Berlin, 2 Teile, TV-Dokumentation
- 1977: Ich erinnere mich noch
- 1977: Berlin
- 1977: Das kürzere Streichholz. Einige Erinnerungen von Hans Rodenberg
- 1977: Hütes-Film
- 1977: Murieta
- 1978: Im Bruch hinterm Berge – Ehm Welk und Biesenbrow, TV-Dokumentation
- 1978: Wittstock III
- 1979: Begegnungen im Schnee
- 1979: Am Fluss
- 1979: Tag für Tag
- 1980: Das schöne schwierige Leben. Erinnerungen von Hans Rodenberg von 1895-1978, TV-Film
- 1980: Der besondere Tag: Fernfahrer (Fernsehreihe)
- 1980: Posten neun Neumann, Schranken geschlossen
- 1980: Haus und Hof
- 1981: Lebensläufe – Die Geschichte der Kinder von Golzow in einzelnen Porträt
- 1981: Leben und Weben
- 1981: Theaterdampfer
- 1981: DEFA Kinobox 02/1981 und 03/1981
- 1982: Stadtlandschaften
- 1982: Walter Ballhause – Einer von Millionen
- 1982: Companera Inge
- 1982: In Rheinsberg
- 1982: DEFA Kinobox 10/1982, sowie 12/1982 – 15/1982
- 1983: Die Demonstration
- 1983: Zeichen in Bäumen
- 1983: DEFA Kinobox 21/1982
- 1983: Bürger Luther – Wittenberg 1508–1546
- 1984: Woran wir uns erinnern …
- 1984: Leben in Wittstock
- 1984: Der schönste Traum
- 1984: DEFA Kinobox 30/1984
- 1985: Die Zeit die bleibt
- 1985: DEFA Kinobox 41/1985
- 1986: Die F96
- 1986: DEFA Kinobox 49/1986
- 1987: DEFA Kinobox 58/1987
- 1987: Ernst Braun: Ich glaube, ich habe richtig gehandelt
- 1987: Unsere Tage mit Moritz
- 1988: Chausseestraße 126
- 1988: Leuchtkraft der Ziege – Eine Naturerscheinung
- 1988: Drei von vielen
- 1988: Weil ich nicht singen kann, male ich
- 1988: Vom Bürgersohn zum Kommunisten – Kurt Goldstein
- 1988: flüstern & SCHREIEN – Ein Rockreport
- 1989: Probleme am laufenden Band
- 1989: Knabenjahre
- 1989: Aschermittwoch
- 1989: Eine Lerche sang mir heute ...
- 1989: Geschichte eines Bildes: Der Turm der blauen Pferde, Franz Marc, 1913
- 1989: Alexander der Große – hörgeschädigt
- 1990: In Berlin 16.10.89 – 4.11.89
- 1990: Umgang mit Köpfen
- 1990: Wagen wir die Dinge zu sehen, wie sie sind
- 1990: Zum Sehen geboren – Barbara Thalheim
- 1992: Jana und Jan (Darsteller)
- 1992: Metanoia
- 1992: Neues in Wittstock
- 1993: Dämmerung – Ostberliner Bohéme der 50er Jahre
- 1993: ABF-Memoiren
- 1993: Albert Kahn – Architekt der Moderne
- 1993: Drehbuch. Die Zeiten. Drei Jahrzehnte mit den Kindern von Golzow und der DEFA – Ein Film über den Film
- 1994: AK Zwo
- 1995: Lange nach der Schlacht. Altes Lager 1991–1994
- 1995: Auschwitz. 5 Tage im November
- 1997: Wittstock, Wittstock
- 2000: Ich bin Ernst Busch TV-Dokumentation
- 2004: Lange nach der Schlacht: Das Ende der Besatzung
- 2006: Brecht – Bild und Modell

## Auszeichnungen
- 1974: Kunstpreis der DDR für Wer die Erde liebt im Kollektiv
- 1976: Internationale Leipziger Dokumentar- und Kurzfilmwoche für Kino und Fernsehen: Diplom für herausragende Einzelleistung für Wieder in Wittstock
- 1979: Heinrich-Greif-Preis II. Klasse im Kollektiv
- 1983: Kunstpreis der DDR
- 1985: Preis der Filmkritik der DDR Große Klappe: Sonderpreis
- 2015: Preis der DEFA-Stiftung für das filmkünstlerische Lebenswerk